# The Green-Eyed Devil

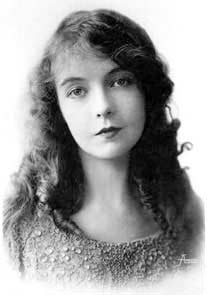
Lillian Gish, uma das estrelas do filme.

The Green-Eyed Devil é um filme mudo norte-americano de 1914, dirigido por James Kirkwood. O filme estrelou Earle Foxe, Spottiswoode Aitken e William Garwood nos papéis principais.

## Elenco
- Spottiswoode Aitken
- Earle Foxe
- William Garwood
- Lillian Gish
- Elaine Ivans
- George Siegmann
- Ralph Spears
- Henry B. Walthall